# Tabinshwehti
Tabinshwehti (tiếng Miến Điện: တပင်‌ရွှေထီးး, [dəbɪ̀ɰ̃ ʃwè tʰí]; 16 tháng 4 năm 1516 – 30 tháng 4 năm 1550) là vua của Miến Điện (Myanmar) từ năm 1530 đến 1550, đồng thời sáng lập Đế quốc Toungoo đầu tiên. Các chiến dịch quân sự của ông (1534–1549) đã tạo ra vương quốc lớn nhất ở Miến Điện kể từ khi Đế quốc Pagan sụp đổ vào năm 1287. Vương quốc mong manh về mặt hành chính của ông đã chứng tỏ là động lực cho sự thống nhất cuối cùng của toàn bộ đất nước bởi người kế vị và em rể Bayinnaung.
Dựa vào vương quốc nhỏ không giáp biển của mình ở thung lũng Sittaung, Tabinshwehti và phó tướng Bayinnaung bắt đầu các chiến dịch quân sự của họ vào năm 1534 chống lại Vương quốc Hanthawaddy, và đã chinh phục được vương quốc giàu có hơn nhưng không thống nhất vào năm 1541. Sau đó, ông đã tận dụng sự giàu có, nhân lực và khả năng tiếp cận của vương quốc ven biển cho lính đánh thuê và vũ khí của Bồ Đào Nha, và mở rộng quyền cai trị của ông đến cố đô Pagan (Bagan) vào năm 1544. Tuy nhiên, những nỗ lực của ông nhằm xây dựng một đế chế Đông-Tây đã thất bại ở Arakan (1545–1547) và Xiêm (1547–1549). Ông tích cực lôi kéo sự ủng hộ của dân tộc Môn ở Hạ Miến, nhiều người trong số họ đã được bổ nhiệm vào các vị trí cao nhất trong triều đình và lực lượng vũ trang của ông. Chính thất hoàng hậu của ông cũng là người Môn. Ông dời đô đến Pegu (Bago). Nhà vua bị ám sát vào ngày sinh nhật thứ 34 theo lệnh của Smim Sawhtut, một trong những cố vấn thân cận của ông. Vương quốc mà ông đã gây dựng đã sụp đổ ngay sau khi ông qua đời, khiến Bayinnaung phải dày công khôi phục trong hai năm tới.
Cái chết lúc còn trẻ của ông được gọi là "một trong những điểm ngoặt lớn của lịch sử đại lục [Đông Nam Á]". Ông là một trong số những vị vua nổi tiếng nhất trong lịch sử Miến Điện. Nat (thần) Tabinshwehti là một trong số 37 vị nat (thần) được thờ cúng trong văn hóa Miến Điện.

## Thời trẻ

### Ra đời
Tabinshwehti được sinh ra tại Cung điện Toungoo, con vua Mingyi Nyo của Toungoo và người vợ lẽ của ông Khin Oo vào ngày 16 tháng 4 năm 1516. Vị vua 56 tuổi, người rất muốn có con trai, đã đặt tên cho cậu bé là Tabinshwehti—có nghĩa là "Chiếc ô vàng thống nhất", vì chiếc ô vàng là biểu tượng của các vị vua Miến Điện — và phong ông trở thành người thừa kế của vương quốc nhỏ bé của mình. Nhà vua cũng phong người mẹ trẻ của cậu bé lên làm hoàng hậu với tước hiệu Yaza Dewi. Trong họ nội, Tabinshwehti là chắt của vua Minkhaung I của Ava, và chắt của Thái tử Minye Kyawswa. Mẹ của ông Khin Oo (đôi khi được gọi là Khin Mya) là một thường dân, con gái của trưởng làng Le Way (ngày nay là một thị trấn trong Lãnh thổ Liên bang Naypyidaw).

### Thời thơ ấu và giáo dục
Vị hoàng tử trẻ được bảy người hầu hoàng gia (hai nữ và năm nam) chăm sóc trong suốt thời thơ ấu và tuổi trẻ. Ông chơi với con của những người hầu của mình, trong đó có Ye Htut, con trai cả của Mingyi Swe và vú nuôi Myo Myat. Ye Htut, người lớn hơn ông ba tháng, sẽ trở thành cánh tay phải đắc lực của Tabinshwehti.
Vị thái tử trẻ tuổi lớn lên cùng một lời tiên tri khi mới sinh ra rằng ông sẽ trở thành một chiến binh vĩ đại giống như Minye Kyawswa. Lời tiên tri về một Minye Kyawswa tái sinh có thể đã phổ biến trong giới chính trị Miến Điện kể từ khi Thượng Miến trải qua tình trạng hỗn loạn chính trị to lớn và chiến tranh nội bộ kéo dài hàng thập kỷ. Kể từ những năm 1480, cường quốc thống trị một thời của Thượng Miến, Ava, đã không thể ngăn cản các nước chư hầu chủ chốt ly khai. Cha của ông, người đã ly khai khỏi Ava từ năm 1510, yêu cầu con trai mình phải được học về quân sự. Tabinshwehiti cùng với Ye Htut và những thanh niên khác trong cung điện được đào tạo về võ thuật, cưỡi ngựa, cưỡi voi và chiến lược quân sự.

### Cuộc bao vây Toungoo
Kinh nghiệm chiến tranh đầu tiên của ông đến vào năm 1525 khi lực lượng của Ava do vua Narapati II chỉ huy bao vây Toungoo từ tháng 4 đến tháng 5, nhưng bất thành. Trong những năm tiếp theo, vương quốc nhỏ bé của cha ông đã có thêm nhân lực khi những người tị nạn từ Thượng Miến tràn vào, nhằn tìm kiếm nơi trú ẩn an toàn. Dòng người này tăng mạnh sau khi Ava cuối cùng thất thủ trước lực lượng của Liên minh các quốc gia Shan vào ngày 25 tháng 3 năm 1527.

## Gia đình
- Cha: Mingyi Nyo
- Mẹ: Yaza Dewi

### Chính cung
- Hoàng hậu Dhamma Dewi
  - Vương nữ: Hoàng hậu Hanthawaddy Mibaya
- Hoàng hậu Khay Ma Naw

### Hậu cung
- Bắc cung phi Khin Myat

## Thư tịch học
- Fernquest, Jon (Autumn 2005). "Min-gyi-nyo, the Shan Invasions of Ava (1524–27), and the Beginnings of Expansionary Warfare in Toungoo Burma: 1486–1539" (PDF). SOAS Bulletin of Burma Research. Quyển 3 số 2. Bản gốc (PDF) lưu trữ ngày 3 tháng 3 năm 2016. Truy cập ngày 6 tháng 1 năm 2018.
- Harvey, G. E. (1925). History of Burma: From the Earliest Times to ngày 10 tháng 3 năm 1824. London: Frank Cass & Co. Ltd.
- Htin Aung, Maung (1967). A History of Burma. New York and London: Cambridge University Press.
- Lieberman, Victor B. (2003). Strange Parallels: Southeast Asia in Global Context, c. 800–1830, volume 1, Integration on the Mainland. Cambridge University Press. ISBN 978-0-521-80496-7.|tựa đề= trống hay bị thiếu (trợ giúp)
- Myint-U, Thant (2006). The River of Lost Footsteps—Histories of Burma. Farrar, Straus and Giroux. ISBN 978-0-374-16342-6.|tựa đề= trống hay bị thiếu (trợ giúp)
- Phayre, Lt. Gen. Sir Arthur P. (1883). History of Burma (ấn bản thứ 1967). London: Susil Gupta.
- Pinto, Fernão Mendes (1980). Rebecca. D. Catz (biên tập). The travels of Mendes Pinto. Chicago: University of Chicago Press.
- Royal Historical Commission of Burma (1832). Hmannan Yazawin (bằng tiếng Miến Điện). Quyển 1–3 (ấn bản thứ 2003). Yangon: Ministry of Information, Myanmar.
- Sandamala Linkara, Ashin (1931). Rakhine Razawin Thit (bằng tiếng Miến Điện). Quyển 1–2 (ấn bản thứ 1997). Yangon: Tetlan Sarpay.
- Sein Lwin Lay, Kahtika U (1968). Mintaya Shwe Hti and Bayinnaung: Ketumadi Taungoo Yazawin (bằng tiếng Miến Điện) (ấn bản thứ 2). Yangon: Yan Aung Sarpay.
- Thaw Kaung, U (2010). Aspects of Myanmar History and Culture. Yangon: Gangaw Myaing.